# Эг-Вив (Од)
Эг-Вив (фр. Aigues-Vives) — коммуна во Франции в регионе Лангедок — Руссильон, департамент Од.
Население составляет 481 человек, площадь — 10,21 км². Соответственно плотность населения составляет 47,11 чел./км².
Коммуна расположена на расстоянии около 630 км к югу от Парижа, 120 км западнее Монпелье и 15 км восточнее Каркасон.

## Демография
| 1962 | 1968 | 1975 | 1982 | 1990 | 1999 |
| ---- | ---- | ---- | ---- | ---- | ---- |
| 512  | 518  | 514  | 480  | 464  | 481  |